# Кофе по-турецки

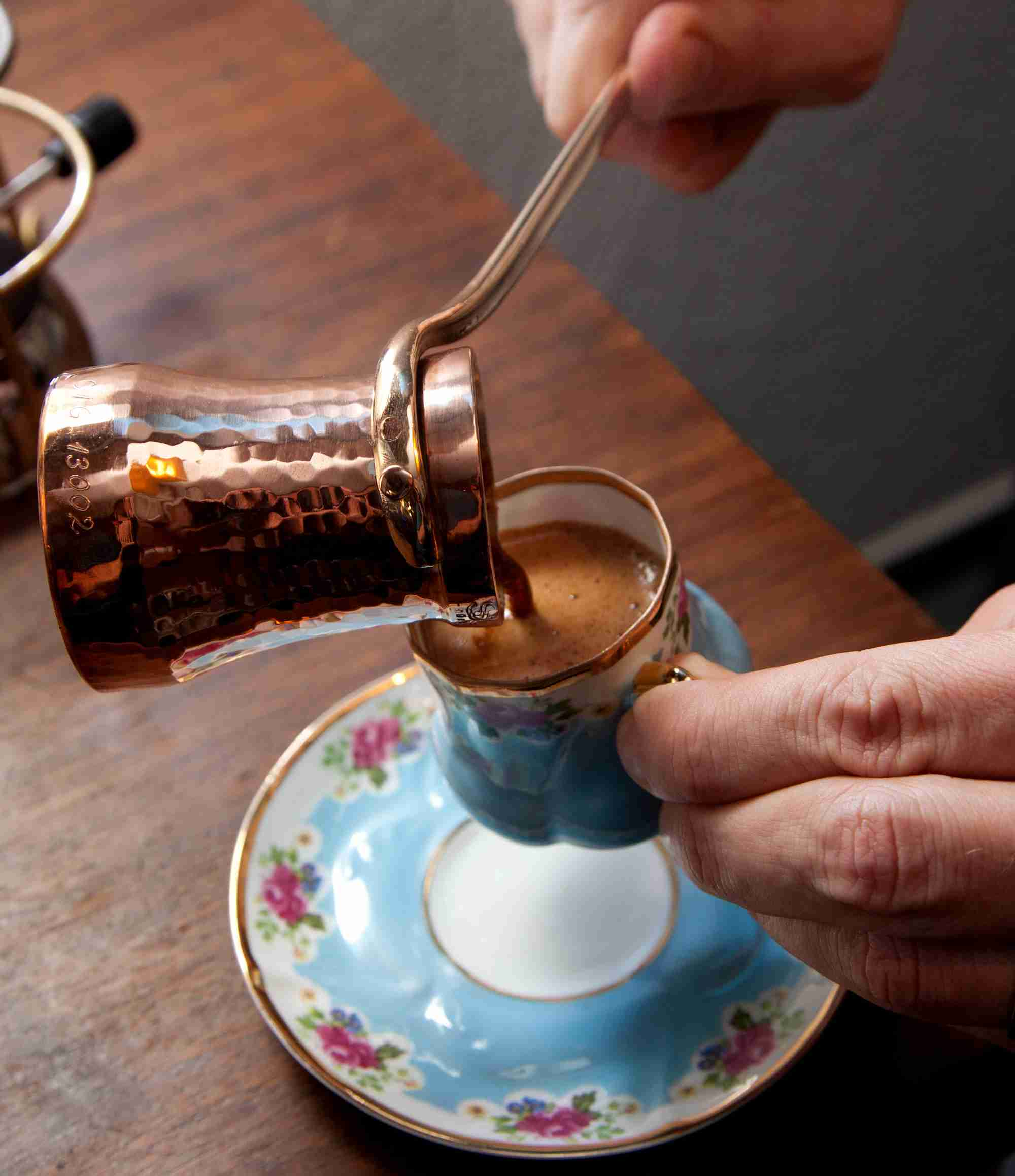
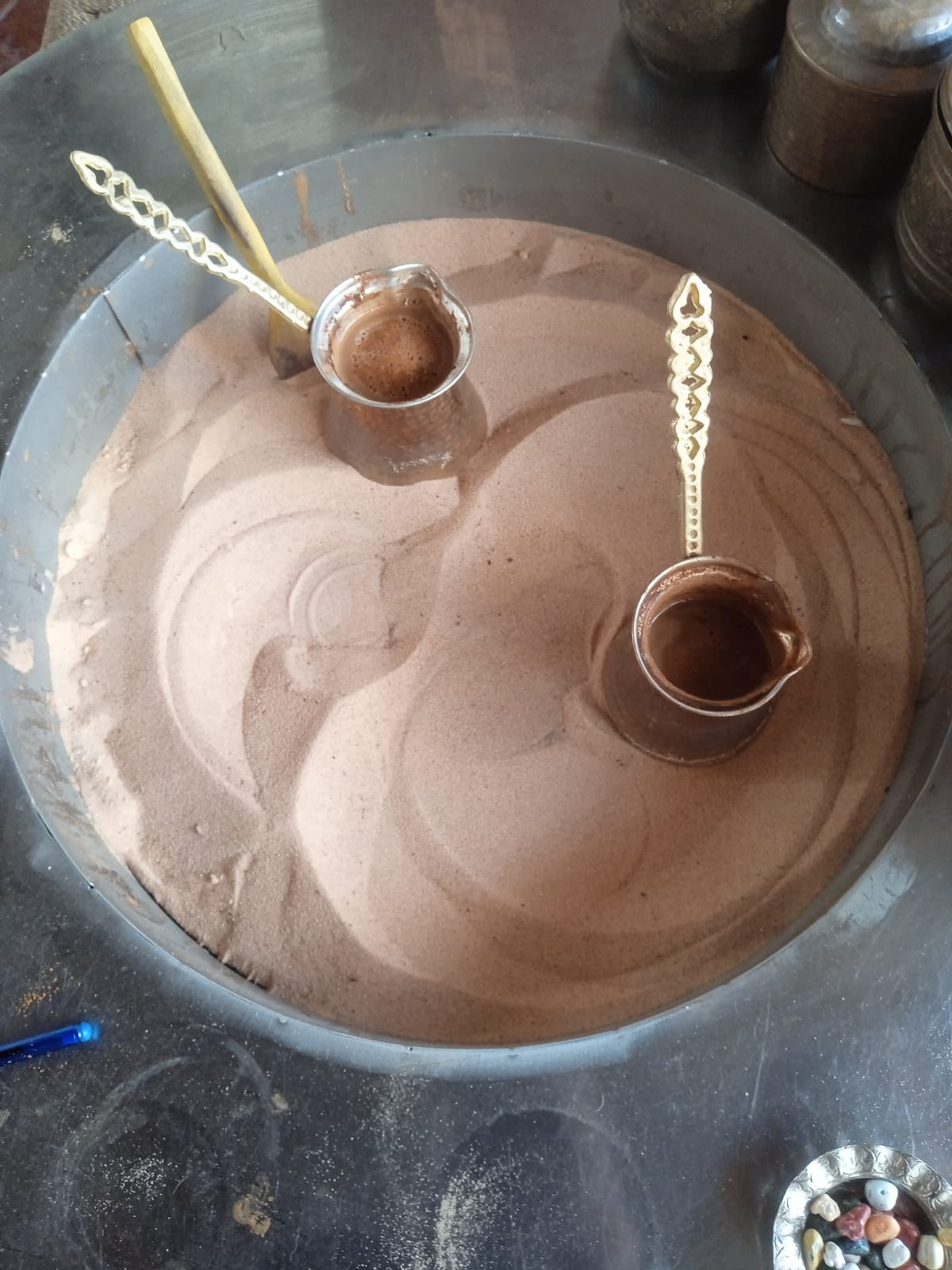
Приготовление на песке

Кофе по-турецки, кофе по-восточному — кофейный напиток, получаемый путём варки молотого кофе в турке. Традиционный способ приготовления кофе в Турции, Армении, на Балканах и в Крыму (см. Крымскотатарская кофейная культура).

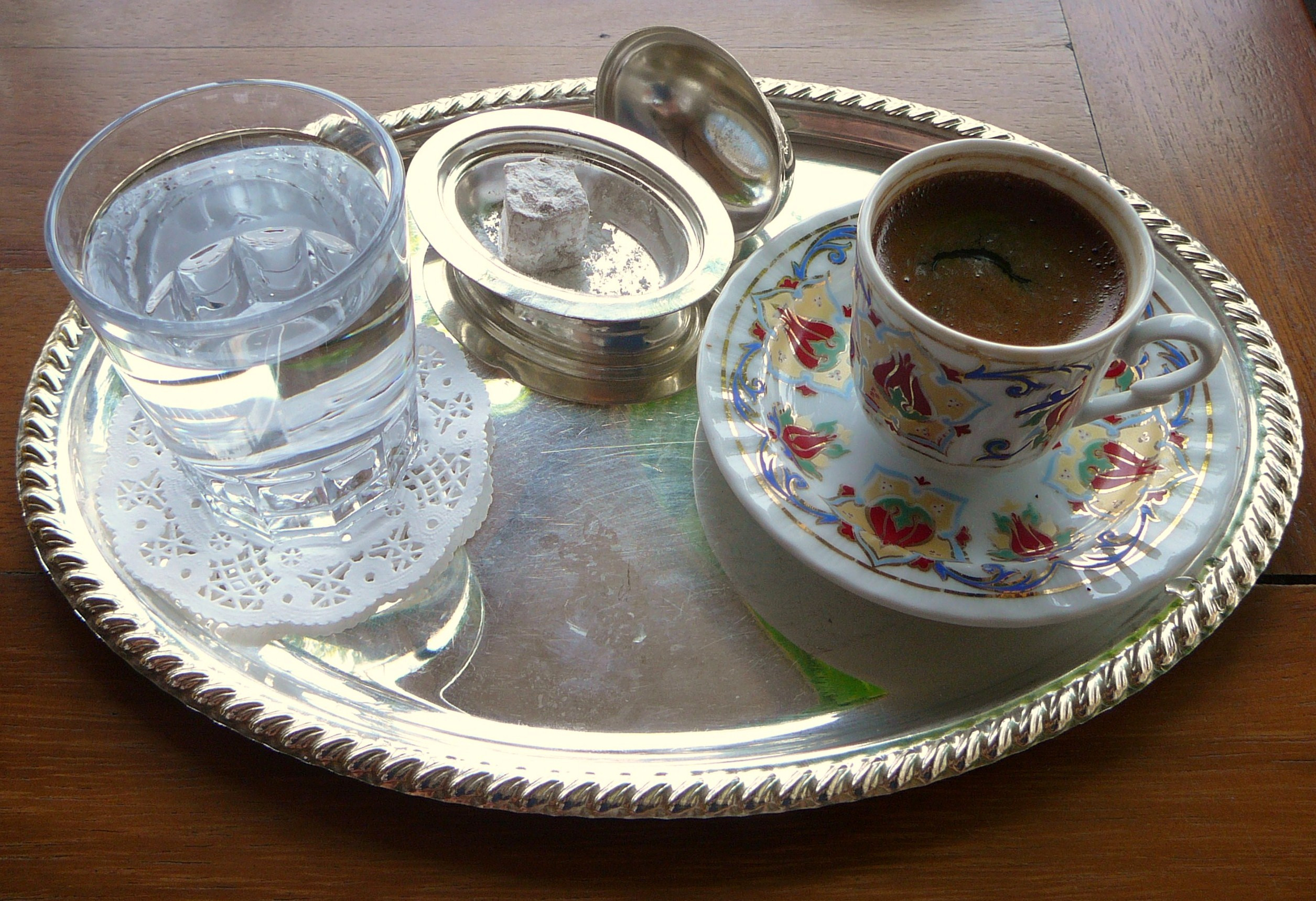
Сервировка со стаканом воды и кусочком рахат-лукума

Для получения максимального качества напитка, в турке желательно готовить только одну порцию кофе, в противном случае — не более четырёх. Объём турки должен соответствовать количеству приготовляемых порций. На одну порцию берут 10 г кофе самого мелкого помола и 100 мл воды (пропорция 1:10). Кофе (сахар по вкусу) накладывают в турку и заливают водой, оставляя свободное место для поднятия кофейной пенки. Содержимое перемешивают и ставят на огонь (на плиту, в угли, горячий песок). Во время приготовления 1—2 раза аккуратно сверху перемешивают кофейную шапочку (слой молотого кофе, всплывшего на поверхность), чтобы она не была слишком плотной. Как только кофе начнёт активно подниматься, его снимают с огня и разливают по маленьким чашечкам финджанам.
Кофе подают со стаканом холодной воды. Напитку дают отстояться для остывания, раскрытия вкуса и оседания кофейной гущи.
В 2013 году культура и традиции употребления кофе в Турции были включены в список нематериального культурного наследия ЮНЕСКО.